# Virginia Hamilton Adair
Virginia Hamilton Adair, född 28 februari 1913 i New York, död 16 september 2004 i Claremont, Kalifornien, var en amerikansk poet.